# Другий уряд Віктора Януковича
Дру́гий у́ряд Ві́ктора Януко́вича функціонував з 4 серпня 2006 р. по 17 грудня 2007 р.

## Створення уряду
7 липня 2006 року у Верховній Раді було утворено «Антикризову коаліцію», до якої увійшли Партія регіонів, Соціалістична партія та Комуністична партія.
4 серпня 2006 «Антикризова коаліція» у Верховній Раді — утворила «Другий уряд Віктора Януковича»; це відбулося лише через 4,5 місяця після голосування на «Парламентських виборах 2006 року». Тобто процес формування уряду після виборів був «надзвичайно розтягнутим» — на виборах-2006 перемогли «партії помаранчевої коаліції» (БЮТ, Блок «Наша Україна», СПУ), але внаслідок позиції президента Ющенка — замість «помаранчевого уряду» було сформовано «Другий уряд Януковича», в який увійшли «9 міністрів від блоку „Наша Україна“ та президента Ющенка»:
- Увесь силовий блок :

 — міністр оборони (згідно з Конституцією це була квота президента) — Анатолій Гриценко;
 — міністр внутрішніх справ Юрій Луценко;
 — міністр з надзвичайних ситуацій — Віктор Балога (звільнений постановою ВР № 201-V від 5 жовтня 2006 року);
 — міністр юстиції — Роман Зварич.
- Міністр закордонних справ (згідно з Конституцією це була квота президента) — Борис Тарасюк (подав у відставку 29.1.2007)[2]; Арсеній Яценюк (з 21 березня 2007).
- Міністр агропромислового комплексу — Юрій Мельник (Українська народна партія, яка входила в блок «Наша Україна»).
- Гуманітарний блок :

 — міністр охорони здоров'я — Юрій Поляченко;
 — міністр культури і туризму — Ігор Ліховий;
 — міністр у справах сім'ї, молоді і спорту — Юрій Павленко.
За призначення Віктора Януковича прем'єр-міністром проголосували 271 депутат. У той же день Верховна Рада прийняла постанови про звільнення попереднього прем'єр-міністра Юрія Єханурова і припинення повноважень членів його уряду. Після цього Янукович представив склад нового уряду, і Верховна Рада затвердила його 269-ма голосами.
Створення «Антикризової коаліції» супроводжувалося численними «політичними скандалами». Й «Кабмін Януковича-2006» вже через два місяці роботи — опинився у стані «внутрішнього розколу», коли «міністри від „Нашої України“» займали позицію іншу, аніж прем'єр Янукович. А вже 5 жовтня 2006 (повторна заява 16 жовтня 2006) — лідер фракції «Нашої України» у Верховній Раді Р. Безсмертний заявив про перехід «Нашої України» в опозицію; та про вихід з уряду «міністрів від Нашої України» (офіційно «Наша Україна» перейшла в опозицію з 17.10.2006; прем'єр Янукович поступово звільняв з уряду «міністрів від Нашої України» — з жовтня 2006 по січень 2007). Тобто коаліція «Нашої України» з «Партією регіонів» протрималася всього лише з серпня по жовтень (два місяці).
Тобто з жовтня 2006 — в Україні розпочалася політична криза другої половини 2006 та 2007 року — в таких умовах кризи другий уряд Януковича працював фактично весь свій термін.
| Фракція             | Так | Ні | Утримався | Не голосував | Відсутні |
| ------------------- | --- | -- | --------- | ------------ | -------- |
| Партія Регіонів     | 179 | 0  | 2         | 4            | 1        |
| Блок Юлії Тімошенко | 5   | 0  | 0         | 0            | 124      |
| Блок «Наша Україна» | 34  | 0  | 0         | 6            | 40       |
| СПУ                 | 30  | 1  | 0         | 0            | 2        |
| КПУ                 | 21  | 0  | 0         | 0            | 0        |
| Усі фракції         | 269 | 1  | 2         | 10           | 167      |

## Склад уряду
- Янукович Віктор Федорович — Прем'єр-міністр (голова Партії регіонів)

### Віцепрем'єри
Віцепрем'єри, затверджені постановою Верховної Ради України № 88-V від 4 серпня 2006 року.
- Азаров Микола Янович — перший віцепрем'єр та міністр фінансів (Партія регіонів)
- Клюєв Андрій Петрович — віцепрем'єр (Партія регіонів)
- Табачник Дмитро Володимирович — віцепрем'єр (Партія регіонів)

призначені в 2007 році:
- Кузьмук Олександр Іванович — віцепрем'єр-міністр з питань оборони і безпеки
- Рибак Володимир Васильович — віцепрем'єр-міністр
- Слаута Віктор Андрійович — віцепрем'єр-міністр

### Міністри
| Міністерство                                            | Керівник                                                 | Партія                                            | Дата призначення | Постанова ВР |
| ------------------------------------------------------- | -------------------------------------------------------- | ------------------------------------------------- | ---------------- | ------------ |
| Міністерство агропромислового комплексу                 | Мельник Юрій Федорович                                   | УНП                                               | 4.08.2006        | 88-V         |
| Міністерство внутрішніх справ                           | Цушко Василь Петрович                                    | СПУ                                               | 1.12.2006        | 412-V        |
| Міністерство вугільної промисловості                    | Тулуб Сергій Борисович                                   | Партія регіонів                                   | 4.08.2006        | 88-V         |
| Міністерство економіки                                  | Кінах Анатолій Кирилович                                 | ПППУ                                              | 21.03.2007       | 794-V        |
| Міністерство з питань житлово-комунального господарства | Попов Олександр Павлович                                 | безпартійний                                      | 21.03.2007       | 796-V        |
| Міністерство закордонних справ                          | Яценюк Арсеній Петрович                                  | безпартійний                                      | 21.03.2007       | 792-V        |
| Міністерство культури і туризму                         | Богуцький Юрій Петрович                                  | НДП                                               | 1.11.2006        | 294-V        |
| Міністерство з питань надзвичайних ситуацій             | Шуфрич Нестор Іванович                                   | СДПУ(О)                                           | 12.12.2006       | 429-V        |
| Міністерство оборони                                    | Гриценко Анатолій Степанович                             | безпартійний                                      | 4.08.2006        | 88-V         |
| Міністерство освіти і науки                             | Ніколаєнко Станіслав Миколайович                         | СПУ                                               | 4.08.2006        | 88-V         |
| Міністерство охорони здоров'я                           | Поляченко Юрій Володимирович, Гайдаєв Юрій Олександрович | КПУ                                               | 23.03.2007       | 832-V        |
| Міністерство охорони навколишнього середовища           | Джарти Василь Георгійович                                | Партія регіонів                                   | 4.08.2006        | 88-V         |
| Міністерство палива й енергетики                        | Бойко Юрій Анатолійович                                  | РПУ                                               | 4.08.2006        | 88-V         |
| Міністерство праці і соціальної політики                | Папієв Михайло Миколайович                               | СДПУ(О)                                           | 4.08.2006        | 88-V         |
| Міністерство промислової політики                       | Головко Анатолій Іванович                                | КПУ                                               | 4.08.2006        | 88-V         |
| Міністерство регіонального розвитку і будівництва       | Яцуба Володимир Григорович                               |                                                   | 21.03.2007       | 795-V        |
| Міністерство у справах сім'ї, молоді і спорту           | Корж Віктор Петрович                                     | Партія регіонів                                   | 1.12.2006        | 410-V        |
| Міністерство транспорту і зв'язку                       | Рудьковський Микола Миколайович                          | СПУ                                               | 4.08.2006        | 88-V         |
| Міністерство юстиції                                    | Лавринович Олександр Володимирович                       | безпартійний                                      | 1.11.2006        | 295-V        |
| Міністр у зв'язках з Верховною Радою                    | Ткаленко Іван Іванович                                   | Партія регіонів                                   | 4.08.2006        | 88-V         |
| Міністр Кабінету міністрів                              | Толстоухов Анатолій Володимирович                        | НДП, у квітні 2007 р. перейшов до Партії регіонів | 4.08.2006        | 88-V         |

## Історія призначень
Постановою Верховної Ради України № 88-V від 4 серпня 2006 року призначені
- Азаров Микола Янович
- Клюєв Андрій Петрович
- Табачник Дмитро Володимирович
- Рибак Володимир Васильович (міністр архітектури і будівництва, звільнений постановою ВР № 790-V від 21 березня 2007 року.),
- Балога Віктор Іванович (міністр з надзвичайних ситуацій, звільнений постановою ВР № 201-V від 5 жовтня 2006 року)
- Бойко Юрій Анатолійович
- Головко Анатолій Іванович
- Гриценко Анатолій Степанович
- Джарти Василь Георгійович
- Зварич Роман Михайлович (міністр юстиції, звільнений постановою ВР № 293-V від 1 листопада 2006 року)
- Ліховий Ігор Дмитрович (міністр культури і туризму, звільнений постановою ВР № 292-V від 1 листопада 2006 року)
- Луценко Юрій Віталійович (міністр внутрішніх справ, звільнений постановою ВР № 411-V від 1 грудня 2006 року)
- Макуха Володимир Олексійович (міністр економіки, звільнений постановою ВР № 793-V від 21 березня 2007 року.)
- Мельник Юрій Федорович
- Ніколаєнко Станіслав Миколайович
- Павленко Юрій Олексійович (міністр у справах сім'ї, молоді і спорту, звільнений постановою ВР № 388-V від 29 листопада 2006 року)
- Папієв Михайло Миколайович
- Поляченко Юрій Володимирович (звільнений 23.03.2007)
- Рудьковський Микола Миколайович
- Тарасюк Борис Іванович (міністр закордонних справ, звільнений постановою ВР № 413-V від 1 грудня 2006 року, термін виконання обов'язків продовжено згідно з Указом Президента N1033/2006 від 05.12.2006, подав у відставку 29.01.2007)
- Ткаленко Іван Іванович
- Толстоухов Анатолій Володимирович
- Тулуб Сергій Борисович

1 листопада 2006 року призначені Богуцький Юрій Петрович і Лавринович Олександр Володимирович . 1 грудня 2006 року призначені Корж Віктор Петрович і Цушко Василь Петрович. 12 грудня 2006 року постановою ВР № 429-V призначений Шуфрич Нестор Іванович
12 січня 2007 року постановою ВР № 597-V призначений віце-прем'єр-міністром Радченко Володимир Іванович (звільнений 25 травня). 8 лютого 2007 року постановою ВР № 647-V призначений віце-прем'єр-міністром Слаута Віктор Андрійович.
21 березня 2007 року призначені
- Рибак Володимир Васильович
- Яценюк Арсеній Петрович
- Кінах Анатолій Кирилович
- Яцуба Володимир Григорович
- Попов Олександр Павлович

23 березня 2007 року призначений Юрій Гайдаєв. 25 травня призначений Кузьмук Олександр Іванович
30 вересня 2007 року Василь Цушко пішов у відставку.

## Падіння кабінету
Президент Ющенко розпустив парламент 2 квітня 2007 року, оскільки вважав, що уряд діяв незаконно під час української політичної кризи 2007 року. Ющенко стверджував, що Конституція дозволяє змінювати сторони лише цілим парламентським блокам, а не окремим депутатам. Ющенко, Янукович і спікер парламенту Олександр Мороз домовилися в кінці травня 2007 року, що вибори відбудуться 30 вересня, за умови, що щонайменше 150 опозиційних і пропрезидентських депутатів офіційно відмовляться від своїх місць, тим самим створивши правові підстави для розпуску парламенту. Так і сталося.